# El viatge de l'Unai
El viatge de l'Unai és una pel·lícula documental que narra el viatge de 15 mesos al voltant del món que el fotògraf de naturalesa Andoni Canela va fer amb tota la seva família a la recerca de set animals amenaçats en set continents diferents. La presentació d'aquests animals (l'elefant africà, el bisó americà, el calau bicorne, el pingüí papua, el cocodril marí, el llop ibèric i el puma) en el seu hàbitat natural, sovint també amenaçat, és una invitació a la contemplació, la valoració i la preservació de la naturalesa més salvatge.
Canela va triar animals que tradicionalment han mantingut una relació tibant amb l'ésser humà, arribant en alguns casos a estar a la vora de l'extinció, i que viuen en un hàbitat d'alt valor ecològic (el desert del Namib, les prades d'Amèrica del Nord, les selves del sud-est asiàtic, l'Antàrtida, els manglars i els boscos tropicals del nord d'Austràlia, la Serralada Cantàbrica i les estepes de la Patagònia) per a comunicar el seu habitual missatge conservacionista. La pel·lícula es va presentar en tres versions: castellà, català i anglès, totes elles narrades per l'Unai, fill del director.
Es va estrenar l'1 de setembre de 2016 a la Cineteca Matadero de Madrid. Es va emetre per primera vegada en televisió l'11 d'octubre de 2016, en el programa Sense ficció de TV3.